# Хаданович, Андрей Валерьевич
Андре́й Вале́рьевич Хадано́вич (бел. Андрэй Хадановіч, род. 13 февраля 1973, Минск) — белорусский поэт и переводчик.

## Биография
По образованию филолог (преподаватель русского языка и литературы), специалист по французской литературе. Окончил филологический факультет Белорусского государственного университета (1995) и аспирантуру БГУ (1999). Преподаёт в БГУ историю французской литературы; также преподавал в Белорусском гуманитарном лицее им. Якуба Коласа. Член Союза белорусских писателей и Белорусского ПЕН-Центра. С 2008 года — председатель Белорусского ПЕН-Центра. 17 февраля 2013 года переизбран на пост председателя ПЕН-Центра. В 2017 году его сменила Татьяна Нядбай.
Переводит с французского, украинского и польского.
Первая книга стихов Хадановича была опубликована в украинском переводе: «Листи з-під ковдри» ('Письма из-под одеяла'), Киев: Факт, 2002; в Киеве был также опубликован сборник его избранных стихов на белорусском языке: «From Belarus with Love» (Киев: Факт, 2005). Другие публикации: «Старыя вершы» (Минск: Логвінаў, 2003), «Лісты з-пад коўдры» (Минск: Логвінаў, 2004), «Землякі, альбо Беларускія лімэрыкі» (Минск: Логвінаў, 2005). По-русски стихи Хадановича публиковались в журналах «Новый мир», «Волга», «Воздух» и др. в переводах Игоря Белова, Станислава Бельского, Дмитрия Кузьмина и других переводчиков. Стихи переводились также на польский, английский, латышский, литовский, немецкий, словацкий языки.
Творчество Хадановича отличается богатством и разнообразием языка, стилистическими экспериментами, ироничностью стиля, а достижения русской и восточноевропейской «книжной» поэзии сочетаются с элементами «низовой» культуры (рок, рэп, городское просторечие).